# Llewellyn (Pennsylvania)
Llewellyn ist eine Siedlung auf gemeindefreiem Gebiet in Branch Township, Schuylkill County, Pennsylvania. Zu statistischen Zwecken wurde sie als Census-designated place definiert. Sie liegt etwa 2,4 km südwestlich von Minersville, Pennsylvania, entlang des West Branch des Schuylkill River.

## Wirtschaft
Die Arbeitslosenquote in Llewellyn beträgt 5,3 % und ist somit über dem US-Durchschnitt von 3,9 %.
Die Lebenshaltungskosten von Llewellyn liegen bei 21,20 % und somit unter dem US-Durchschnitt.

## Bevölkerung
Im Jahr 2010 wurde eine Einwohnerzahl von 205 Personen ermittelt. 34,6 % dieser Personen sind verheiratet.

## Persönlichkeiten
- Jack Ernst (1889–1968), American-Football- und Baseball-Spieler, wurde in Llewellyn geboren